# حضور (رمان)
عروج یا حضور یا بودن (به انگلیسی: Being There) رمانی از یرژی کوشینسکی است که فیلم حضور بر پایهٔ آن ساخته شده‌است. محمد قاضی و غلامحسین میرزاصالح این رمان را با عنوان «عروج»؛ ساناز صحتی و شهناز انوشیروانی با عنوان «حضور» و مهسا ملک مرزبان با عنوان «بودن» به فارسی ترجمه کرده‌اند.

## نام‌گذاری کتاب
کتاب عروج که با نام "آنجا بودن" در سال ۱۹۷۱ منتشر شد تبدیل به یکی از پُر فروشترین کتاب‌های آن دهه در ایالات متحده و چند کشور اروپایی گردید، مترجمین فارسی این رمان در نام‌گذاری آن، عنوان اصلی اثر را که تنها برای خوانندگان انگلیسی زبان تا اندازه‌ای گویا و مفهوم است در نظر نگرفتند و نام فرانسوی کتاب را که مترجم فرانسوی آن "حضور ۱۰" گذاشته بود برنگزیدند، چرا که این دو نام را برای توصیف و بیان چگونگی تحول سریع موقعیت اجتماعی قهرمان کتاب که آدمی ساده و نیمه خُل است و از باغبانی به نامزدی ریاست جمهوری می‌رسد رسا ندانستند و لذا نام "عروج" را که بیانگر و نشان این ترقی سریع است برگزیدند.
- حضور، ساناز صحتی، تهران: نشر نگاه، ۱۳۶۲
- عروج، محمد قاضی و غلامحسین میرزاصالح، تهران: انتشارات نیلوفر، ۱۳۶۳
- حضور، شهناز انوشیروانی، تهران: انتشارات محیط، ۱۳۷۴
- بودن، مهسا ملک‌مرزبان، تهران: نشر آموت، ۱۳۹۳